# Craig Dixon
Craig Kline Dixon (ur. 3 marca 1926 w Los Angeles, zm. 25 lutego 2021 w Westwood) – amerykański lekkoatleta (płotkarz), medalista olimpijski z 1948.
Na igrzyskach olimpijskich w 1948 w Londynie zdobył brązowy medal w biegu na 110 metrów przez płotki za swymi rodakami Williamem Porterem i Clyde’em Scottem.
W 1949 został mistrzem Stanów Zjednoczonych (AAU) w biegu na 110 metrów przez płotki i w biegu na 200 metrów przez płotki, a także akademickim mistrzem USA (NCAA) na 110 jardów przez płotki i 220 jardów przez płotki.
Po zakończeniu kariery pracował jako trener lekkoatletyczny w UCLA.